# 太平洋大口石首魚
太平洋大口石首魚為輻鰭魚綱鱸形目鱸亞目石首魚科的其中一種，分布東太平洋區，從墨西哥至秘魯海域，棲息深度29-50公尺，體長可達32公分，棲息在沿海海域，屬肉食性，以浮游性甲殼類為食，可做為食用魚。